# Sigibert II.
Sigibert II. také Sigebert II. (601–613) byl nemanželský syn Theudericha II. po jehož smrti v roce 613 zdědil království Burgundska a Austrasie. Byl ještě nezletilý a tak regentství nad královstvím se ujala jeho prababička královna Brunhilda. Sigibert ovládáný svou prababičkou Brunhildou, vládl jen několik týdnů předtím, než znepřátelená austrasianská šlechta, vedená Arnulfem z Met a Pipinem I., Brunhildu i mladého Sigibeta svrhla.
Po smrti Theudericha II. nechal Warnachar II., majordomus austrasiáského paláce, Sigeberta přivést před shromáždění, na němž ho šlechtici prohlásili za krále. Jeho krátká vláda byla poznamenaná Brunhildinými dlouhodobými spory s domácí šlechtou i s králem Chlotharem II. synem Fredegundy. Rado, majordomus burgundského paláce i Warnachar, majordomus austrasijského paláce pod tlakem vlivné šlechty svého krále Sigiberta i Brunhildu zradili a spojili se s Chlotharem II. Následně Chlothara prohlásili právoplatným regentem a ochráncem mladého Sigeberta a austrasijské armádě nařídili, aby se nebránila Chlotharovým vojskům. Brunhilda a Sigibert se s Chlotharovými vojsky setkali v Aisne. Za této situace Sigiberta i Brunhildu opustil i patricijský Aletheus, vévoda Rocco i vévoda Sigvald. Brunhildě a Sigebertovi se z obležení podařilo uprchnout, ale Chlotharovi muži je u Neuchâtelského jezera dostihli a zajali. Brunhilda, nezletilý král Sigibert a i Sigibertův mladší bratr Corbo, byli patrně na rozkaz Chlothara popraveni. Po jejich smrti Chlothar ovládl Austrasii i Burgundsko, které sjednotil s Neustrií, čímž ovládl celou Franskou říši.